# Alexander Franz Joseph von Engel

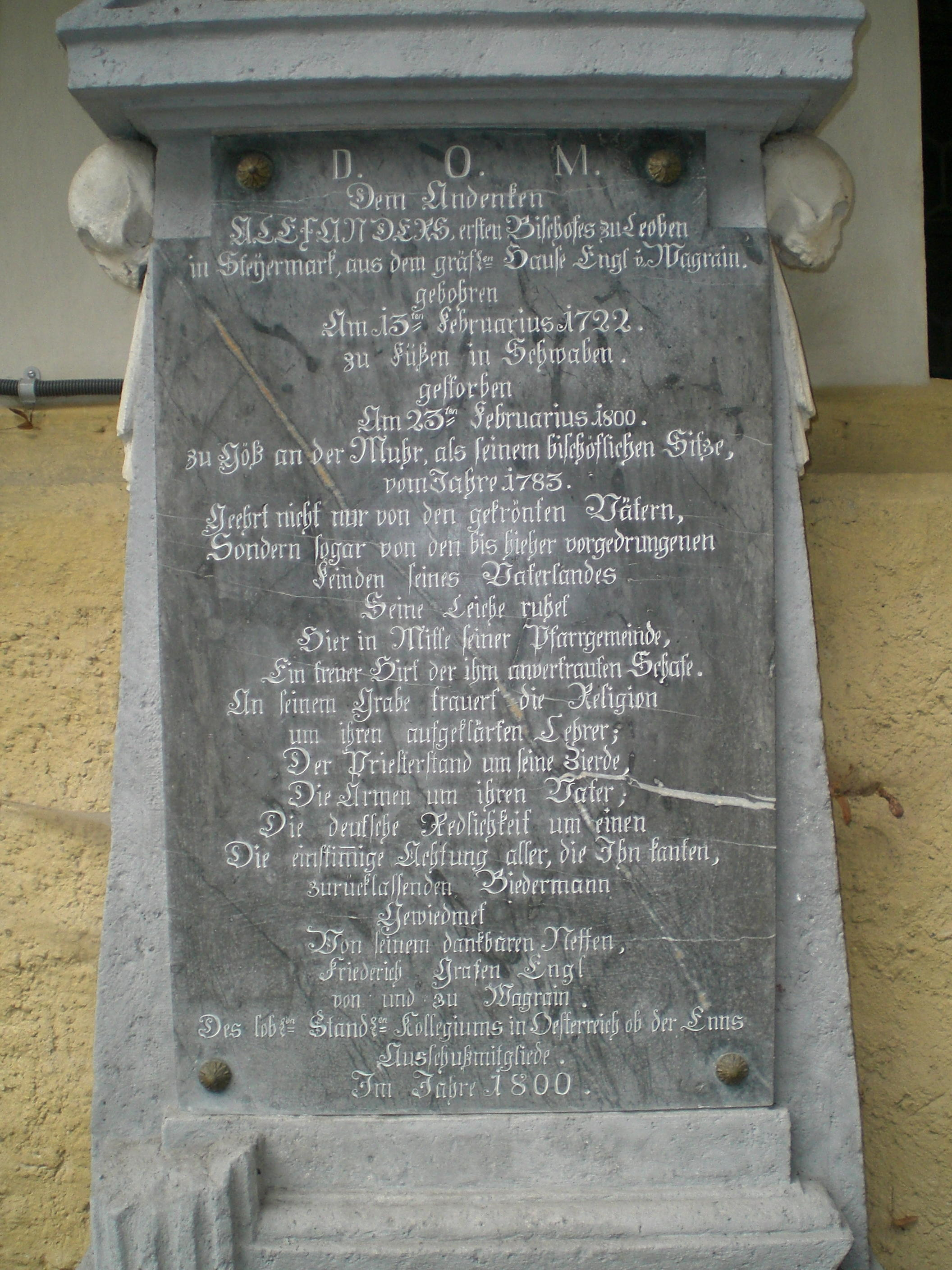
Grabmal von Bischof Alexander Engl von Wagrain an der Pfarrkirche Leoben-Göß

Alexander Franz Joseph Graf von Engel (Engl zu Wagrain, * 13. Februar 1722 in Füssen; † 22. Februar 1800) war der einzige Bischof der Diözese Leoben.

## Leben
Alexander Franz Joseph war der erstgeborene Sohn von Johann Weickard Adam Graf Engl zu Wagrain (1689–1755), churpfälzischer Geheimer Rat, und Maria Josepha Freiin von Hoheneck. Alexander empfing 1743 im Bistum Passau die Priesterweihe, war dann Stadtpfarrer von Enns und Passauischer Generalvikar. Schon als Stadtpfarrer erwarb er sich Verdienste um die Ausbildung von Geistlichen, die er aus eigenen Mitteln finanzierte. Er wurde am 20. November 1783 zum Bischof der kurzlebigen österreichischen Diözese Leoben ernannt. Am 30. April 1786 spendete ihm der Erzbischof von Salzburg, Hieronymus von Colloredo, die Bischofsweihe; Mitkonsekratoren waren Virgilius Augustin Maria von Firmian, ehemaliger Bischof von Lavant, und Franz Xaver von Breuner, ehemaliger Bischof von Lavant und späterer Bischof von Chiemsee.
Die geerbte Herrschaft Wagrain trat er in einem Vergleich an seinen jüngsten Bruder Joseph Weickard Christoph (1728–1800) ab.